# Jardine Lloyd Thompson
Pour les articles homonymes, voir JLT.
Jardine Lloyd Thompson (JLT) est une entreprise britannique de conseils assurance et de courtage en assurance. Elle est basée à Londres. Elle est détenue à 40 % par Jardine Matheson.

## Histoire
Jardine Insurance Brokers est créé en 1972 puis listée à la bourse de Londres en 1991.
En 1997, Lloyd Thompson Group fusionne avec Jardine Lloyd Thompson.
En septembre 2018, Marsh & McLennan annonce l'acquisition de Jardine Lloyd Thompson pour 4,3 milliards de livres.